# هولتسغيرلينغن
هولزغرلينغن (بالألمانية: Holzgerlingen) هي مدينة وبلدة ألمانية تقع في ألمانيا في بوبلينغين. يقدر عدد سكانها بـ 12,717 نسمة .

## المدن التوأمة
مدن نيزكي، Neuenhof، Jílové u Prahy وكريستال ليك (إلينوي) هي مدن توأمة لـهولزغرلينغن.